# Psi1 Piscium
Psi1 Piscium (74 Piscium) é uma estrela na direção da constelação de Pisces. Possui uma ascensão reta de 01h 05m 40.93s e uma declinação de +21° 28′ 23.6″. Sua magnitude aparente é igual a 5.33. Considerando sua distância de 238 anos-luz em relação à Terra, sua magnitude absoluta é igual a 1.01. Pertence à classe espectral A1Vn.